# 립푸
『립푸』(핀란드어: Lippu)는 핀란드 사회민주당 산하 청년단체 사회민주청년회의 계간지다.:22–23  1972년 창간했다. 발행부수는 5,000 부 정도이며 구독자, 도서관, 학교에 배달된다.